# Marcantonio Bragadin

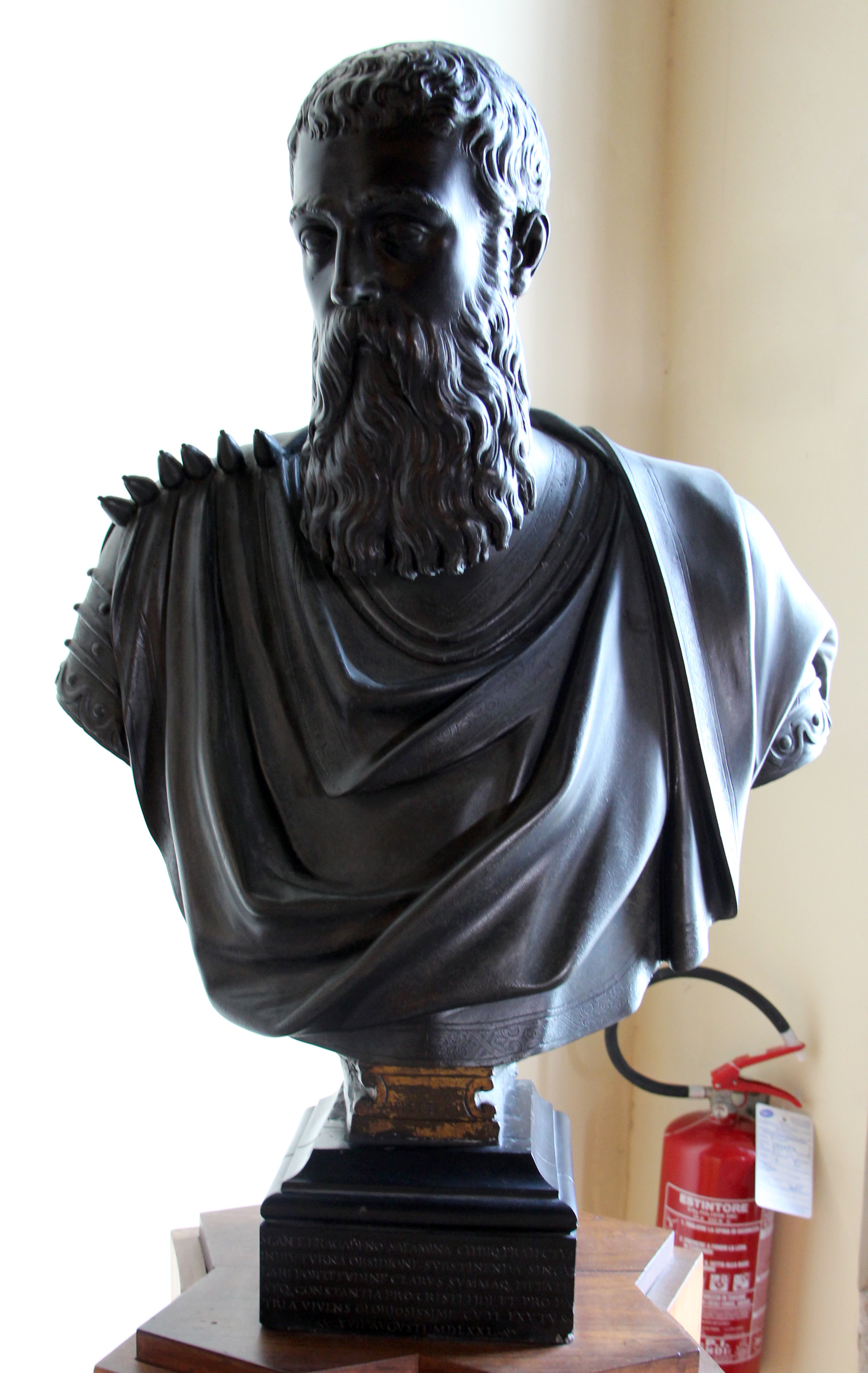
Tiziano Aspetti, Marcantonio Bragadin (1571 ca.)

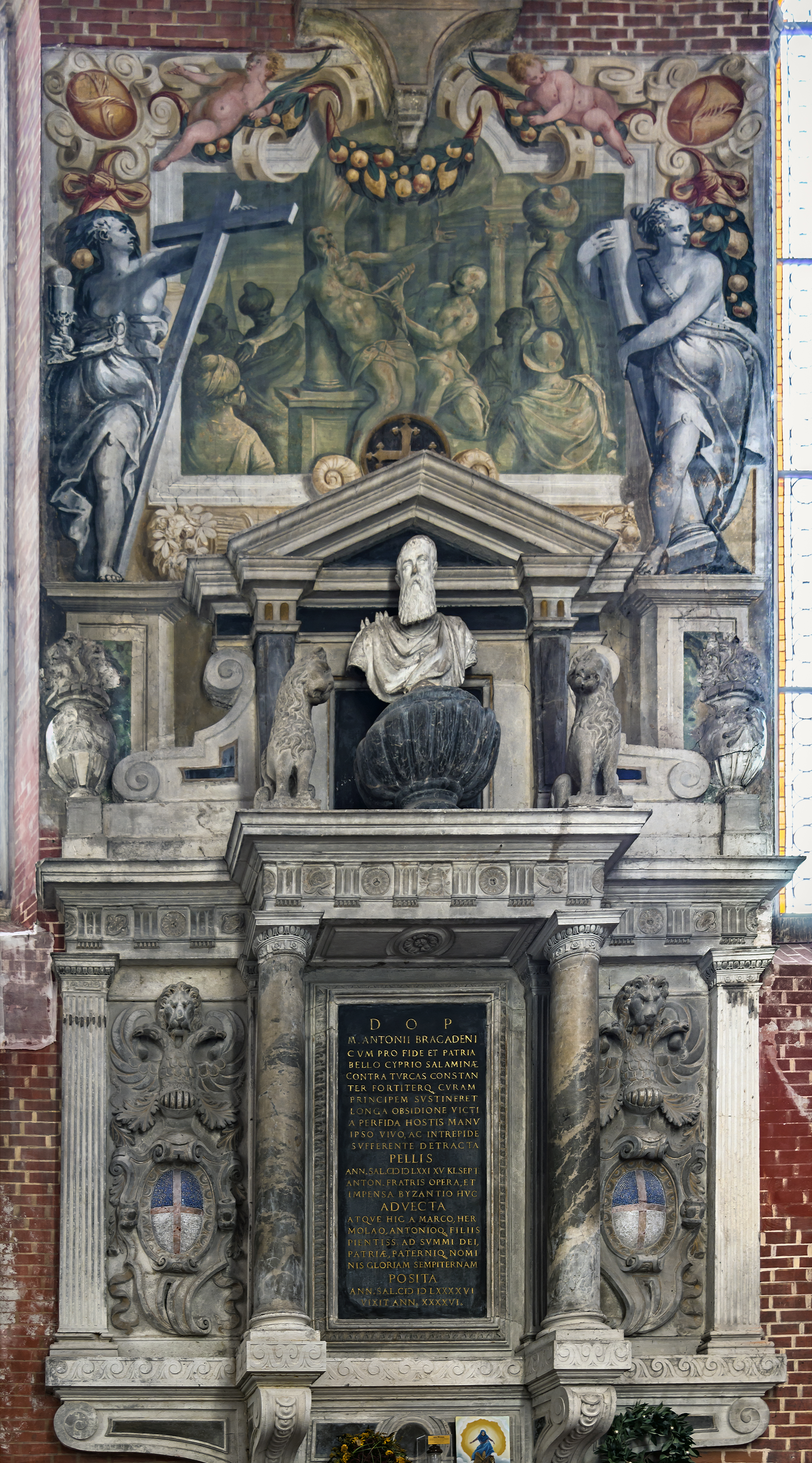
Sein Grab San Zanipolo

Marcantonio Bragadin (auch: Marco Antonio Bragadin, * 21. April 1523 in Venedig; † 17. August 1571 in Famagusta, Zypern) war ein venezianischer Offizier. Als Generalkapitän und Gouverneur von Zypern kämpfte er gegen die Osmanen.

## Leben
Er war Sohn des Marco Bragadin und der Adriana Bembo. Nach einer kurzen Berufserfahrung als Rechtsanwalt begann Bragadin 1543 seine Militärkarriere in der venezianischen Flotte, die verschiedentlich durch die Übernahme politischer Ämter unterbrochen wurde. 1569 ernannte man ihn zum Generalgouverneur der von den Osmanen bedrohten Insel Zypern.

## Belagerung von Famagusta
Bragadin baute zunächst die Festungsanlagen von Famagusta erheblich aus, um sie gegen die neuen Feuerwaffen resistent zu machen. Bereits am 3. Juli 1570 landeten die Osmanen auf der Insel und nahmen nach zweimonatiger Belagerung Nikosia ein. Nach der Kapitulation wurden die dortige venezianische Garnison und die Zivilisten zum großen Teil massakriert und der Rest in die Sklaverei verkauft. Die Venezianer zogen sich in die Festung von Famagusta zurück, die sie unter Bragadin monatelang gegen eine enorme osmanische Übermacht verteidigten. Während der Belagerung wurden muslimische Pilger exekutiert, die in der Stadt gefangen waren. Die venezianische Führung unterließ es aus politischen und strategischen Gründen, Bragadin mit Verstärkungen aus Kreta zur Hilfe zu kommen, weil man die eigenen Kräfte nicht zersplittern wollte. Famagusta fiel am 31. Juli 1571. Der osmanische Oberbefehlshaber Lala Kara Mustafa Pascha sicherte Bragadin und der Besatzung freies Geleit in venezianisches Hoheitsgebiet zu. Während der Kapitulationsverhandlungen ließ Lala Kara Mustafa jedoch Bragadins Gefolge töten und nahm Bragadin selbst gefangen. Bragadin wurden bei seiner Gefangennahme Ohren und Nase abgeschnitten. Nach dreizehntägiger Gefangenschaft, bei der Bragadin unter Folter den Übertritt zum Islam ablehnte, ließ man ihn in aller Öffentlichkeit bei lebendigem Leib häuten und dann vierteilen. Seine Körperteile gingen als Trophäen an osmanische Einheiten. Seine Haut füllte man mit Heu, bekleidete den so geschaffenen Körper mit Uniformteilen, setzte ihn auf einen Ochsen und paradierte damit durch Famagusta. Zusammen mit den Köpfen anderer venezianischer Kommandeure spießte man ihn dann auf dem Bug von Mustafa Paschas Galeere auf und brachte ihn nach Konstantinopel.
Wenige Monate nach der Einnahme Famagustas unterlagen die Osmanen den Streitkräften der sog. „Heiligen Liga“ in der Seeschlacht von Lepanto, was aber auf das Schicksal Zyperns keinen Einfluss mehr hatte. Die Insel blieb für die folgenden drei Jahrhunderte in osmanischem Besitz.

## Grabmal
1580 gelang es, Bragadins Haut – nach Zahlung eines hohen Lösegeldes – von Konstantinopel nach Venedig zu überführen, wo sie zunächst in der Kirche San Gregorio bestattet wurde, dann in San Zanipolo, wo sie sich noch heute befindet.